# Апергис, Жорж
Жорж Аперги́с (фр. Georges Aperghis, 23 декабря 1945, Афины) — французский композитор греческого происхождения.

## Биография
Отец композитора Ахиллес Апергис — скульптор, мать Ирен Апергис — художница. Жорж Апергис с детства был погружен в сферу искусства, изучал не только музыку, но и живопись; в Афинах прошли выставки его ранних работ. 
В интервью Апергис рассказывал, что ему в детстве очень нравилось слушать радио — произведения Георга Фридриха Генделя, Людвиг ван Бетховена и других. Ему нравилось вслушиваться в интонации, как произносятся те или иные слова, даже не понимая их содержания. Речь, "говорение" и впоследствии стали для него частым ориентиром при написании музыки.
Незадолго до совершеннолетия, в сентябре 1963 переехал в Париж, чтобы более целенаправленно изучать  музыку. Он не стал поступать в консерваторию, а начал обучение самостоятельно, анализируя партитуры и читая профильную литературу. Он увлекался самими разными музыкальными направлениями. С одной стороны, это были европейские музыкальные традиции, в том числе, сериализм, музыка Пьера Шеффера, Янниса Ксенакиса, который стал для него творческим наставником, с другой стороны — восточные музыкальные культуры, индийская музыка, музыка пигмеев, балинезийская музыка.  
Особенно повлияли на него  сочинения Джона Кейджа, а также экспериментальная область инструментального театра Маурисио Кагеля, так как расширила представления о границах и понимании музыки. В 1970-е годы он сам активно занялся музыкальным театром. В 1976 вместе с женой, актрисой Эдит Скоб (они поженились в 1965), основал Мастерскую театра и музыки (фр. ATEM) в пригороде Парижа Баньоле. Команда музыкантов и актеров в течение двадцати лет совместно с Апергисом экспериментировала, много импровизируя и проводя тренинги. Итогом поисков синтеза музыки и театра стали не только оперные сочинения, но новый музыкальный театр с децентрической иерархией между музыкальными инструментами, звуками, жестами исполнителей.
Апергис постоянно сотрудничает с Авиньонским фестивалем.
С 1999-2000 годов Апергис начал сотрудничество с IRCAM, в связи с чем появились наиболее известные сочинения — Machinations (2000-2001), Luna Park (2011) и Thinking things (2018).
С 2000 года пишет больше сочинений для инструментов соло, ансамблей и оркестра, не ограничивая область интересов в театральной сфере. 
В 2019 году Апергис был композитором "Im Fokus" на знаменитом фестивале новой музыки в Кёльне Acht Brücken.
В 2021 году  получил Музыкальную премию Эрнста фон Сименса — одну из главных наград для современных композиторов.

## Сочинения
- Трагическая история некроманта Иеронимо и его зеркала/ La tragique histoire du nécromancien Hiéronimo et de son miroir для сопрано и инструментов (1971)
- Пандемониум/ Pandaemonium, опера (1973)
- О природе воды/ De la nature de l’eau, опера (1974)
- Жак-фаталист/ Jacques le Fataliste, опера по Дидро (1974)
- Sports et rebondissements, опера (1974)
- Il gigante golia для голоса и оркестра (1975/1990)
- История с волками/ Histoire de loups, опера (1976)
- Récitations для голоса соло (1977—1978)
- Говорю вам, я умер/ Je vous dis que je suis mort, опера (1978—1979)
- О природе тяготения/ De la Nature de la gravité, музыкальный спектакль по Леонардо да Винчи (1979—1980)
- Красная перевязь/ L'écharpe rouge, роман-опера по либретто Алена Бадью, поставлена в Лионе Антуаном Витезом (1984)
- Cinq Couplets для голоса и бас-кларнета (1988)
- Квадратный треугольник/Triangle carré для струнного квартета и трех перкуссионистов (1989)
- Simulacre, 4 пьесы для голоса и небольшого камерного оркестра (1991—1995)
- Печальные тропики/ Tristes Tropiques, опера по Леви-Строссу (1992)
- Sextuor, опера для 5 женских голосов и виолончели (1992)
- Гамлет-машина/ Die Hamletmaschine-oratorios для хора и оркестра, на текст Хайнера Мюллера (2000)
- machinations (2000)
- tingel tangel/ jactations (2003)
- Темная сторона/ Dark side, по Орестее Эсхила (200)
- Признаки бури/ Avis de tempête, опера для камерного ансамбля и электроники (2005)
- Seul à Seuls, концерт-инсталляция для квартета Гелиос (2006)
- Вёльфли-кантата/ Wölfli-Kantata для смешанного хора и вокального ансамбля из 6 солистов (2006)
- Мальчик-с-пальчик/ Le Petit Poucet для видео, голоса в записи и расширенного ансамбля (2007)
- Супруги Буленгрен/ Les Boulingrin, опера, по пьесе Жоржа Куртелина (2010)